# Voltea pa' que te enamores
Voltea pa' que te enamores é uma telenovela venezuelana produzida e exibida pela Venevisión
entre 18 de setembro de 2006 e 4 de setembro de 2007.
Foi protagonizada por Daniela Alvarado, Jonathan Montenegro, Mimí Lazo e Adrián Delgado.

## Sinopse
Dileidy María López é uma jovem que vive em um bairro da capital e vende jornais em um canto de uma avenida do centro da cidade. Ela tem dois sonhos: se tornar uma grande engenheira e ser a namorada de Luis Fernando García. Embora pareça uma mentira, se tornar um engenheira parece ser mais fácil, porque ela sempre foi uma boa aluna e já conseguiu um lugar na universidade. Agora, ser a namorada de Luis Fernando, é muito mais difícil porque ele nem a conhece. E Luis Fernando, por enquanto, é apenas um menino muito bonito com seu próprio carro, que geralmente acontece todas as manhãs cedo, mas isso fascina Dileidy, tanto que ele considera seu namorado, em sua mente é claro.
Dileidy e Luis Fernando se conheceram nada menos do que no banheiro de uma festa para a qual ela vai quase por engano vestida como uma princesa e ele se apaixonará por ela, quer dizer, de uma Dileidy que não se parece em nada com com aquela que vende jornais em um canto, uma circunstância que a forçará a mentir e a inventar um Dileidy que não existe. É assim que o amado namorado dela amará uma garota que não é ela.
Mas esse é apenas um dos problemas que este casal terá que enfrentar, desde que Luis Fernando é um solteiro cobiçado, ele é bonito, um arquiteto, ele tem um emprego, seu próprio carro, ele é um cavalheiro, agradável, em suma, as meninas chuva nele. Ele honestamente se diverte muito. Ele tem uma namorada mais ou menos formal, Felicita e outros, entre os quais Tatianita é sua melhor amiga.
Para isto deve ser adicionado um detalhe que, mesmo que eles nem imaginam, é que Gladis , a mãe de Dileidy, é nada menos do que a empregada por dias na casa de Luis Fernando, detalhe que faz a mentirosa Dileidy nada menos que a filha de seu servo.
Para piorar as coisas, Gladis, que é mãe solteira, é uma mulher dura, que viveu há muito e sofreu a sua, e quer ver percebeu em sua filha mais velha, todos os sonhos que ela não conseguiu cumprir, quer ver graduado e feliz Tão feliz como nunca poderia ser por causa de todos os homens que a enganaram e a deixaram sozinha. Gladis não acredita nos homens e criou a filha sob esse preceito.
Ao mesmo tempo, o bairro onde vive Dileidy, um jovem chegará, Aureliano Márquez. Aureliano tem um passado sombrio, que ele quer esquecer, especialmente quando conhece Dileidy, se apaixona por ela e lutará para ser um homem melhor capaz de conquistá-la. Aureliano enfrentará Luis Fernando pelo amor de Dileidy, tendo como único arma seu amor por ela e o fato de que ambos vêm de baixo e, portanto, Dileidy não precisa mentir para ele.

## Elenco
- Daniela Alvarado - Dileidy María López
- Jonathan Montenegro - Luis Fernando García Malavé
- Mimí Lazo - Gladis López
- Adrián Delgado - Aureliano Márquez
- Carolina Perpetuo - María Antonia "La Nena" Cifuentes Soublette Vda. de Aristiguieta
- Franklin Virgüez - Gabriel "Gabito" Márquez
- Rafael Romero - Gonzalo Malavé
- Sonia Villamizar - Pascua "Pascuita" de Guzmán
- Juan Manuel Montesinos - Ramón "Monchito" Guzmán
- María Antonieta Duque - Matilde Sánchez
- Rolando Padilla - Doroteo Rincón "Theo"
- Elba Escobar - Egleé Malavé de García
- Carlos Mata - Rómulo García
- Raúl Amundaray - José Tadeo Malavé
- Martín Lantigua - Constantino Benítez
- Manuel Escolano - Marco Aurelio Granados "El Doctor"
- Anabell Rivero - Betzaida Conde
- Zair Montes - Felicita Guzmán
- José Luis Useche - Santiago Benítez
- Patricia Schwarzgruber - Tatiana Margarita "Tatianita" Aristiguieta Cifuentes
- Marisol Matheus - Rosa "Rosita" de Malavé
- Lisbeth Manrique - María José Albodón
- Pakriti Maduro - Yenilúz Rincón
- Damián Genovese - Gerson José López
- Sindy Lazo - Cristina "Cristinita" García Malavé
- Cristian McGaffney - Ernesto Sánchez
- Vanessa Pose - Alegría Guzmán
- Erika Santiago - Yuraima Castillo de López
- María Fernanda León - María Gracia López "La Miss"
- Héctor Zambrano - Héctor
- Rafael Silva - Alexis López
- Nicolás Sigilio - Yuger López Castillo
- Daniela Castro -  Tadeo Malavé Sánchez
- Rafael Castro -  Mateo Malavé Sánchez
- Violeta Alemán - Remedios
- Elio Pietrini - Néstor Conde
- Mirtha Pérez - Nelly de Conde
- Luis José Santander - Francisco Ignacio "Paco" Aristiguieta (El difunto / Rubio e' su madre)
- José Vieira - Ángel Bueno (El Brujo)
- Herminia Martínez - Ana Cecilia López
- Gerardo Soto - Edén
- Beatriz Valdés - Yesénia

## Versões
- Voltea pa' que te enamores - Telenovela produzida por  Venevisión International Productions e Univisión em 2014 e protagonizada por María Elena Dávila e Pedro Moreno[2].